# シャツの店
シャツの店（シャツのみせ）は、NHK総合テレビジョンのドラマ人間模様で1986年1月11日から1986年2月15日まで放送されたテレビドラマ。第23回ギャラクシー賞奨励賞。鶴田浩二の最後の出演作でもある。（全6回）

## ストーリー
磯島（いそしま）周吉は昔気質のオーダーメイドでシャツを作る洋裁者。東京・佃にオーダーシャツ専門店をかまえており腕前の評判は良く、大物政治家さえ、彼のシャツを仕立てたくてわざわざ彼の仕事場に足を運び、採寸してもらう。仕事に関しては一流の腕前を持つ磯島。そこに弟子入りをしているのが里見。妻の由子（よしこ）はシャツの工程の手伝い役ばかりで、シャツのことばかりに夢中な周吉に長年耐えていた。
ある日、由子は思い切って家を飛び出し、アパートを借りて、自分の実力でオーダーメイドシャツを作る。それが意外にも好評で近所にお得意さんの宇本まで出来た。
弟子の里見と息子の秀一は夫婦2人の仲を取りもとうとなんとか画策するが、2人の頑固な性格を思うとなかなかうまくいかない。やがて親方の周吉の生活はやや荒れ気味になり、妻の由子はそれなりに生活を楽しんで対照的になる。
このままでは夫婦解体となるかもしれないと思い、里見は親方におかみさんに裁断などの工程を任せるよう言うが親方は断る。
由子は仲直りの条件を手紙に書き里見に託す。その条件を聞きだした息子秀一は笑いが止まらない。「母さん、それは無理だよ」と言ってしまう。
由子が帰宅する条件は「目を見て『おまえのことが好きだ』」と言う、ただそれ一言だけ。
しかし戦前に生まれ、男尊女卑の思想が少なからずあり、亭主関白な周吉にとってそれは無理難題ともいえる条件だった。それを知って周吉はバーで飲んだくれる。ドラマは終盤、さまざまな登場人物が周吉に「素直に好きだというべきだ」というアドバイスをするが周吉は頑として断る。
そして、最後の朝、意を決して周吉はタクシーに乗り、由子のアパートへ乗り込む。
相変わらず亭主関白な周吉は開口一番「文句がいいたい。なんだ、若造が言うようなことを口に出していわせるなんて」。
由子も譲らない。「言わなければ帰らない」。そして周吉がはじめて「おまえのことを好きだ」と言うのを聞き、泣き出す。
それを見た周吉は、由子を抱き、「好きだ。好きに決まっているじゃないか」とついに本心を吐露する。

## キャスト
磯島周吉
演 - 鶴田浩二
磯島由子
演 - 八千草薫
磯島秀一
演 - 佐藤浩市
里見昭夫
演 - 平田満
村川重彦
演 - 杉浦直樹
村川知子
演 - 美保純
宇本賢次
演 - 井川比佐志
バーの時子
演 - 松本留美
越野清子
演 - 角替和枝

## スタッフ
- 脚本 - 山田太一[2]
- 演出 - 深町幸男[2]
- 音楽 - 山本直純
- 製作 - 近藤晋[2]
- 協力 - 東京ワイシャツ工業共同組合

## エピソード
- 第三回の劇中で周吉が鶴田自身の歌「傷だらけの人生」を台詞つきでカラオケで歌うシーンがある。

## 関連文献
- 山田太一『シャツの店』大和書房、1986年1月30日。